# 雅各·沙费尔伯格
雅各·埃弗里特·沙菲爾伯格（或譯「沙費爾伯格」；1999年11月26日—）是一名加拿大足球員，在場上司職翼鋒。

## 生平

### 俱樂部生涯
2022年8月，多倫多FC將沙菲爾伯格租借到納許維爾直到賽季結束。他在8月21日對戰FC達拉斯的比賽中首次登場並攻入一球，協助納許維爾以4-0擊敗達拉斯。2022賽季結束後，納許維爾激活買斷選項，正式從多倫多購入沙菲爾伯格，並與其簽下四年長約。

### 國家隊生涯
2020年1月，沙菲爾伯格入選加拿大男足挑戰巴巴多斯和冰島的友誼賽大名單，這是他第一次入選大國家隊名單。1月10日，他在對陣巴巴多斯的比賽中替補上陣，完成大國家隊首秀。同年2月，沙菲爾伯格入選加拿大國奧男足出戰中北美奧預賽的預選大名單。
2023年6月，沙菲爾伯格入選加拿大男足出戰2023年美洲金盃的大名單。7月9日，沙菲爾伯格在對戰美國的比賽中替補上陣，並在加時賽下半場以一記千里走單騎射門攻破美國大門。可惜不久之後肯尼迪防守失誤導致烏龍球，比賽被拖入點球大戰，最終加拿大以3-2飲恨敗北。
2024年6月，沙菲爾伯格入選加拿大男足出戰2024年美洲國家盃的大名單。6月25日，沙菲爾伯格在對戰秘魯的小組賽中協助戴維攻破對方大門，協助加拿大以1-0贏得比賽，而這也是加拿大在美洲國家盃贏得的第一場比賽。7月5日，在加拿大對陣委內瑞拉的八強賽中，沙菲爾伯格接應戴維的傳球打破對方大門。本場比賽雙方在法定時間內以1-1打平，最後加拿大通過點球大戰擊敗委內瑞拉晉級四強賽。